# 郭师禹
郭师禹（?—?），南宋开封府祥符县（今河南省开封市）人，祖籍并州太原。祖父奉直大夫郭直卿。父郭瑊，官至昭庆军承宣使，追封荣王。母淑国夫人，宗室女。
郭师禹是宋孝宗成穆皇后郭氏之父。孝宗对待夫人郭氏礼遇有加，却不给郭氏家族人官爵。郭氏弟弟郭师禹、郭师元，官职不过承宣使。淳熙十六年（1189年）正月戊申，宋孝宗以昭庆军承宣使郭师禹为保大军节度使。二月初二，孝宗禅位太子赵惇（宋光宗）。绍熙三年（1192年）六月廿六，宋光宗以舅舅、太尉郭师禹为少保。绍熙五年（1194年）七月辛巳，宋宁宗以赵汝愚为枢密使，保大军节度使郭师禹为攒宫总护使。八月十五，宋宁宗加嗣濮王赵士歆少师，郭师禹少傅，夏执中少保。十二月十八，宋光宗加太保郭师禹少师，进封永宁郡王。庆元五年（1199年）十月初一，宋宁宗封郭师禹为广陵郡王。